# 内博伊沙·拉德曼诺维奇
内博伊沙·拉德曼诺维奇（1949年10月1日—) ，波黑塞族政治家。在巴尼亚卢卡完成他的教育，而后继续在贝尔格莱德大学的哲学院入读哲学并毕业。曾任塞族共和国档案馆馆长、巴尼亚卢卡市人民剧院院长、巴尼亚卢卡市执委会主席、塞族共和国人民议会议员。2006年10月1日当选波黑主席团塞族成员。同年11月6日任波黑主席团轮值主席。 他是波黑独立社会民主联盟成员。拉德曼诺维奇已婚，有两个孩子。